# Brétigny (Eure)
Brétigny és un municipi francès, situat al departament de l'Eure i a la regió de Normandia